# Haus Klemperer

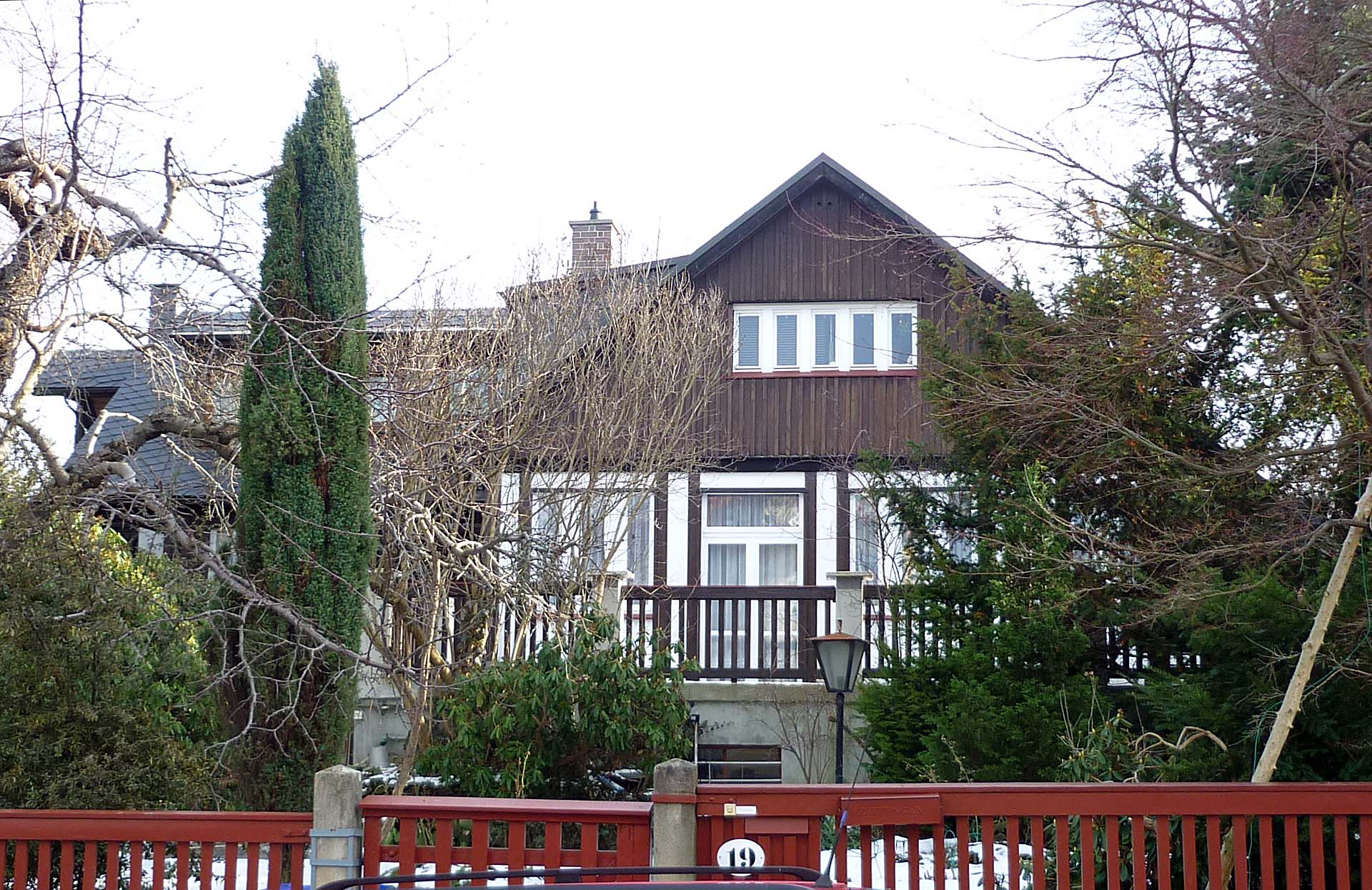
Haus Klemperer, Februar 2012

Das Haus Klemperer, Am Kirschberg 19 in Dresden-Dölzschen, ist ein 1934 erbautes und 1936 erweitertes Wohnhaus. Es wurde nach Plänen des Architekten Curt Hermann Praetorius für Victor Klemperer und seine Frau Eva gebaut. Der denkmalgeschützte Bau gehört neben dem Haus Dr. Geyer und dem Haus Krieger zu den wenigen erhaltenen Wohnbauten für private Bauherren, die zwischen 1933 und 1945 in Dresden errichtet wurden.
Die Eigentümer bauten unter äußerst beschränkten finanziellen Mitteln 1934 ein eigenes Haus, wozu sie die kostengünstige Holzbauweise wählten. Das Gebäude an sich ist ein schmuckloses Einfamilienhaus. Über einem steinernen Sockel erheben sich die Holzwände mit einem holzverschalten Giebel. Es schließt nach oben mit einem ziegelgedeckten Satteldach ab. 1936 wurde eine Garage angefügt, die halb versenkt mit ihrem Dach als Veranda bzw. Terrasse dient. Der Wunsch des Ehepaars nach einem Flachdach auf dem Gebäude wurde durch die Behörden verweigert.
1940 wurde das Ehepaar Klemperer aus dem Haus vertrieben und dazu gezwungen, in einem der „Judenhäuser“ Dresdens zu leben. Die Luftangriffe auf Dresden boten dem Ehepaar nach dem 13. Februar 1945 die Gelegenheit zur Flucht aus der Stadt und zum Identitätswechsel. Das Ehepaar konnte im Juni 1945 das Haus wieder in Besitz nehmen.